# Will Jennings
Wilbur Herschel "Will" Jennings, född 27 juni 1944 i Kilgore i Gregg County, Texas, död 6 september 2024 i Tyler, Texas, var en amerikansk låtskrivare (sångtextförfattare). 
Jennings skrev bland annat låten Tears in Heaven tillsammans med Eric Clapton, som handlar om saknaden efter Claptons son Conor som dog i en olycka, fyra år gammal. Låten blev en av de mest spelade under 1990-talet.
Jennings skrev också texten till Up Where We Belong, signaturmelodi för filmen En officer och gentleman från 1982.
Jennings skrev även texten till My Heart Will Go On, signaturmelodi för filmen Titanic från 1997.
Jennings har blivit invald till Songwriters Hall of Fame och blivit tilldelad en rad olika utmärkelser, bland annat en Grammy, två Golden Globe Award och två Oscarspriser.